# Snowboard

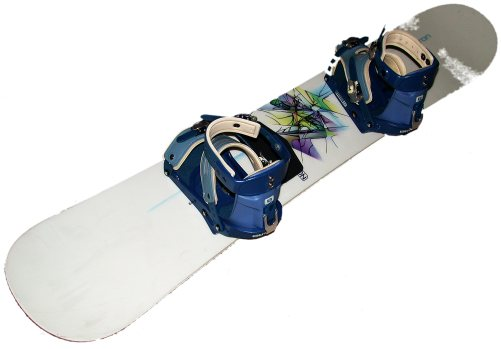
Snowboard med bindningar avsedda för mjuka pjäxor

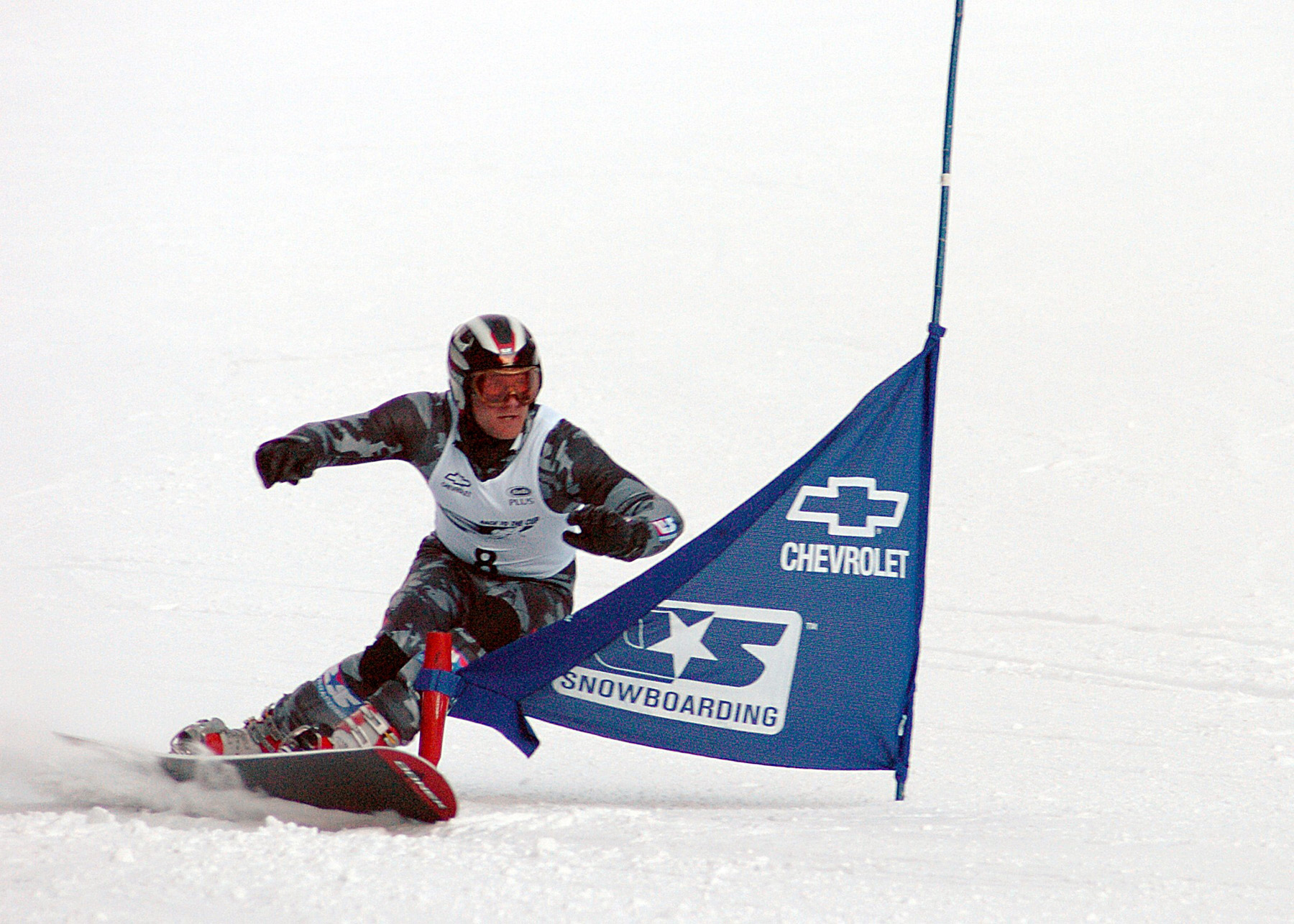
Snowboardåkare på slalombräda med hårda pjäxor

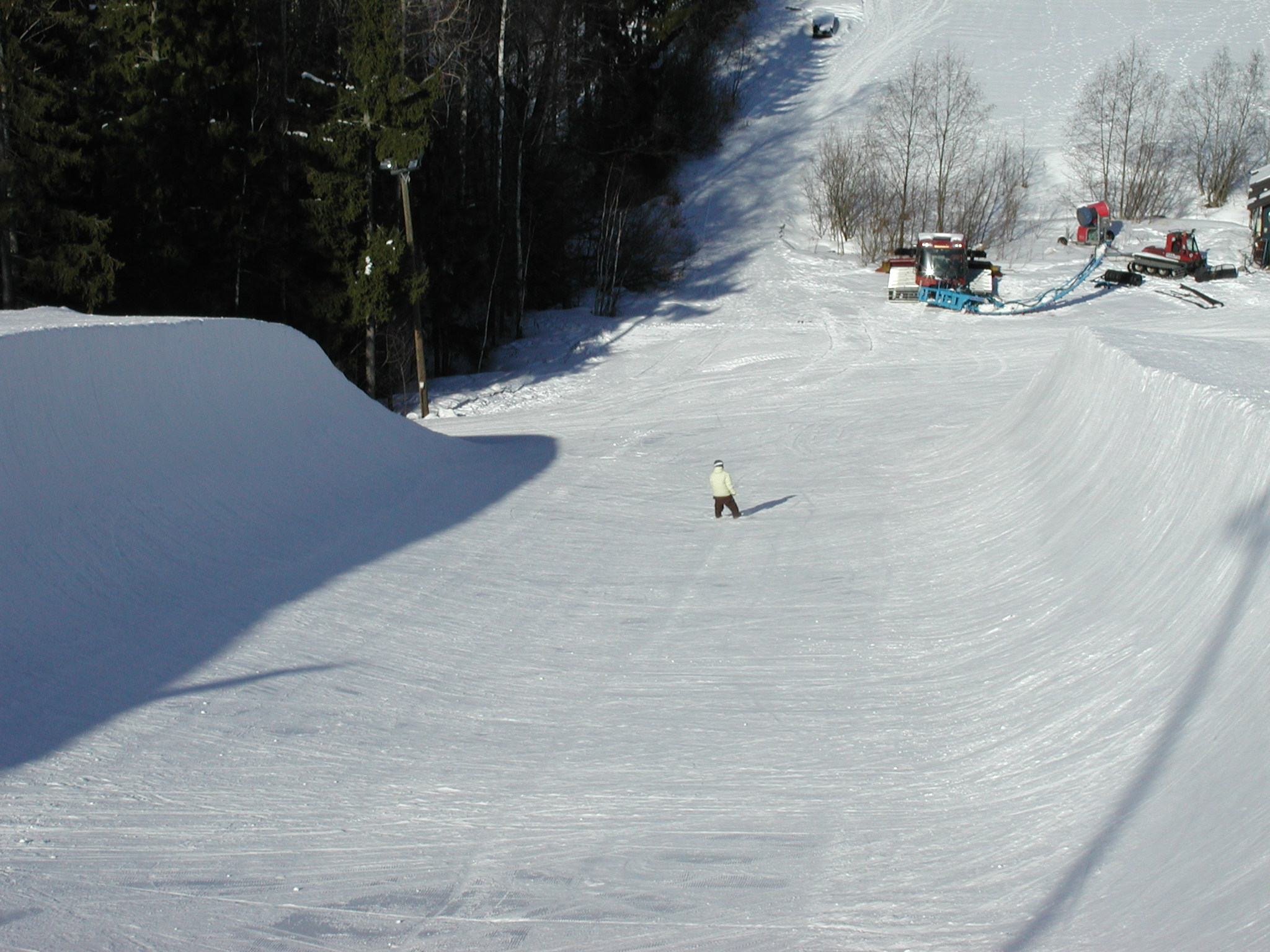
Snowboardåkare i halfpipe i Talma i Sibbo.

Snowboard, snöbräda eller i folkmun bara bräda, är en vintersport där man åker utför en snötäckt backe på en bräda som liknar en bred skida. Åkandet påminner mera om att åka surfingbräda eller skateboard än om att åka slalomskidor.
Snowboard åks ofta i en speciell typ av backe kallad "park". I denna typ av backe återfinns hopp, räcken (rails), bänkar och halfpipes avsedda för olika snowboardtrick.
Snowboard lämpar sig utmärkt för lössnöåkning off-pist. Snowboarden är lättare att manövrera i lössnö än två skidor och tack vare dess stora yta sjunker åkaren inte så djupt. För att snowboarden vid lössnöåkning bättre skall hållas ovanpå snön, och vara lättare att manövrera i djup snö, monteras bindningarna längre bak på brädan, som gärna får ha en bred och lång framända och en smal och kort bakända.

## Etymologi
Ordet snöbräda är belagt i svenska språket åtminstone sedan 1970-talet. Snowboard kommer från engelskans motsvarighet och är belagt i svenska språket åtminstone sedan 1983.

## Historia
Det är surfing, skateboard och skidåkning som har gjort snowboard till vad det är. 1965 på julafton i Michigan tog Herman Poppen med sig sina två döttrar ut för att leka på familjens bakgård. Han hade tänkt att de skulle åka kälke men hans ögon fastnade på ett par miniskidor i stället. Han tänkte att de kunde turas om att åka men de ville inte det. Istället försökte de åka på varsin skida, men det gick inte bra. Så han kom på idén att sätt ett snöre i nosen på skidorna, då gick det genast bättre. Alla andra ungar i området började också åka Snurfer som Shermans fru kallade uppfinningen. Han började tillverka dem i sitt garage och han märkte snart att han inte hann med att jobba och tillverka Snurfers samtidigt. Han sålde därav rättigheterna till ett leksaksföretag. De kommande åren såldes det över 300 000 Snurfers och de blev en av de populäraste leksakerna i slutet på 1960-talet.
18 februari 1968 i Muskegon, Michigan anordnades den första Snurfer-tävlingen. Tävlingen gick ut på att ta sig snabbast från start till mål. Det tog mellan 9 och 12 sekunder (flygande start). De snabbaste åkte över 70 km/h. Att ta sig i mål utan att trilla var en dröm för de flesta men att bara överleva var en seger. Tävlingarna i Muskegon blev årliga och hölls i 12 år. Snurfern var en leksak, Snowboarden uppfanns 10 år senare. Då var skidåkning den stora inspirationskällan. Man började bygga med skidteknik, bindningar, stålkanter och belag. För första gången kunde man svänga med brädorna och använda dem i preparerad pist. Nu började man tävla i olika slalomgrenar och brädorna blev tillåtna i skidanläggningar. På 90-talet kom inspirationen från Skateboard. Klädmodet, musiken och tricken är hämtade ifrån skateboard.
År 1970 såg Dimitrije Milovich sina arbetskompisar åka på lunchbrickor. Han var östkustsurfare och kom på idén att bygga en bräda som han kallade Winterstick som han ett år senare fick patent på. Han hade aldrig hört talas om snurfern så den såg lite annorlunda ut. Winterstick var tillverkad i trä och hade hög nos för lössnöåkning. Som bindningar använde han spännremmar. Ingen skidtillverkare var sugen på hans ide så han tillverkade dem själv. Produkten spred sig över världen och tidningen "Åka skidor" hade en artikel där man även kunde beställa brädan. 1963 påstår sig Tom Sims att han hade tillverkat en snowboard i träslöjden när han gick i 8:an. Han var surfare och startade ett skateboardföretag som var ett av de största i slutet av 70-talet. Vinsten satsades på snowboardutveckling och 1977 sålde han sin första snowboard, den första med höga bakkappor. Det var i den vevan belag och stålkanter dök upp och det gick att åka i pist med brädorna. Han byggde också den första Halfpipen. Jake Burton Carpenter började experimentera med snurfern och startade 1977 Burton Snowboards, världens största renodlade snowboardföretag. Han dök upp två år senare på snurfertävlingarna i Muskegon på en av sina brädor. Domarna ville inte godkänna hans bräda, men åkarna sa att han skulle vara med och han vann lätt för han hade bindningar. Hans mål då var att sälja 250 brädor om året, men han sålde över 200 000 brädor om året. Jake Burton är av många ansedd som en av pionjärerna inom sporten och den som såg till att snowboard blev accepterat i skidbackar och som sport. Jake Burton diagnostiserades med testikelcancer september 2011 och han meddelade att han var frisk januari 2012. Dock visade det sig att den var kvar och hade spridit sig, han avled 20 november 2019 kort efter att han meddelat att hans cancer var tillbaka. 

## Utrustning
Snowboardåkaren har speciella pjäxor s.k. boots, som spänns fast på snowboarden med bindningar som inte öppnar sig om man faller. Bindningarna skruvas fast i brädan med 3 eller 4 skruvar per bindning. Avståndet mellan bindningarna går att justera efter åkarens önskemål. Avståndet tillsammans med vinklingen av bindningarna brukar kallas "stance". Stavar används inte, däremot används skyddsutrustning som hjälm, snowboardglasögon/goggles och ryggskydd. Åkaren använder skidkläder, men ofta av lite vidare snitt än den traditionella skidåkaren.
Brädan är oftast 10 - 25 centimeter kortare än åkarens längd. Brädan väljs efter vilken typ av åkning som avses. Off pist kräver en lite längre och styvare bräda, medan en bräda för pipeåkning är kortare och mjukare. Åkarens vikt styr också styvheten på brädan. En tung åkare ska ha en styvare bräda. Brädans bredd väljs så att den är så smal som möjligt utan att åkarens tvär- eller snedställda pjäxor sticker så långt ut över kanterna att de stör åkandet vid lutning av brädan. Bindningarna vinklas i åkriktningen. Den främre bindningen mer än den bakre vanligtvis. För friåkning med hårda pjäxor används oftast längre brädor oftast 10–20 centimeter längre än åkaren.
Snowboards kan delas in i två huvudgrupper: brädor som bara åks framlänges och sådana som lämpar sig för åkning i båda riktningarna (Twintip). De förra används företrädesvis när man åker carving- eller alpinbräda med hårda pjäxor medan de senare används med mjuka skor då man gör snowboardtrick. En något kortare bräda är oftast önskvärt för parkåkare eftersom rörelsefriheten då ökar och åkaren har lättare att rotera i luften eller hålla balansen på rails.
Det finns i huvudsak tre typer av spannkurvor på brädor. "Camber" är den traditionella kurvan som återfinns på skidor. "Rocker" är en modernare kurva som närmast kan sägas vara en negativ spannkurva eller en upp-och-nervänd spannkurva, vanlig inom vattensporterna och ger bättre bärighet i lös snö. "Flat" är en helt plan spannkurva. Dessutom finns flera modeller där dessa tre blandas för att åstadkomma ännu mer specifika egenskaper för åkaren.

## Discipliner
Sporten har olika tävlingsdiscipliner:
- Halfpipe
- Parallellslalom
- Snowboardcross
- Big air
- Slopestyle

Sporten finns även med i de Olympiska spelen och från och med 2014 även i de Paralympiska spelen.

## Kända snowboardåkare

### Sverige
- Richard Richardsson
- Aprilia Hägglöf
- Ingemar Backman
- Hampus Mosesson